# Чосновські
Помилка Lua у Модуль:Navbar у рядку 61: Неприпустима назва {{subst:PAGENAME}}.
Чосновські (або Чесньовські, пол. Czosnowscy) — польський шляхетський рід гербу Рох (Колона). Підписувалися з Обор.

## Представники
- Станіслав — підчаший варшавський
- Станіслав — підчаший закроцимський
- Станіслав — каштелян варшавський 1703 року, може, дружина — Анна Щавінська
- Антоній — староста уланівський, сини
  - Казімєж
  - Іґнацій
  - Ян

- Юзеф — Вінницький та уланівський староста, дідич Тисмениці, чоловік Вельгорської.[1]
  - Анна Домініка — дружина графа Домініка Потоцького.[2]